# Чемпионат мира по шоссейным велогонкам 2012 — командная гонка (женщины)
Командная гонка на время с раздельным стартом у женщин на чемпионате мира по шоссейным велогонкам 2012 года прошла 16 сентября 2012 года в голландской провинции Лимбург. Командная гонка вернулась в программу чемпионатов мира после восемнадцатилетнего отсутствия. В отличие от остальных гонок чемпионата в командной гонке гонщики выступали не за национальные команды, а в составе своих профессиональных команд. Гонку выиграла немецкая команда Team Specialized-lululemon (Шарлотта Беккер, Эллен ван Дейк, Эмбер Небен, Эвелин Стивенс, Ина-Йоко Тойтенберг, Трикси Воррак), опередив австралийскую Orica-AIS на 24,19 секунды, а голландская команда AA Drink–leontien.nl заняла подиум с отставанием в 1 минуту и 59,32 секунды от Team Specialized-lululemon.

## Участники
К участию в турнире были приглашены 20 ведущих женских команд UCI в командном рейтинге 15 августа 2012 года. Также была приглашена команда Sengers Ladies Cycling Team, которая вошла в топ-20 26 августа. Двенадцать команд приняли приглашение в установленный срок и получили право участвовать. Каждая команда состояла из шести гонщиков.
| Команды-участники                 | Рейтинг UCI |
| --------------------------------- | ----------- |
| Stichting Rabo Women Cycling Team | 1           |
| Team Specialized–lululemon        | 2           |
| Orica-AIS                         | 3           |
| AA Drink–leontien.nl              | 4           |
| Hitec Products–Mistral Home       | 5           |
| Be Pink                           | 6           |

| Команды-участники           | Рейтинг UCI |
| --------------------------- | ----------- |
| RusVelo                     | 9           |
| Lotto Belisol Ladies        | 11          |
| Skil-Argos                  | 14          |
| Dolmans–Boels cyclingteam   | 16          |
| S.C. Michela Fanini Rox     | 20          |
| Sengers Ladies Cycling Team | 21          |

## Маршрут
Команды преодолели дистанцию в 34,2 км (21,3 мили), стартовав из Ситтарда и финишировав в Валкенбюрг-ан-де-Гёл. На маршруте было два подъёма с собственными названиями: Ланге-Раарберг (1300 м, 4,5 %) и знаменитый Кауберг (1200 м, 5,8 %), на котором проходит классическая велогонка Амстел Голд Рейс. Финиш был расположен через 1,5 км после вершины Кауберга.

## Фаворит перед гонкой
Команда Specialized-lululemon была главным фаворитом в командной гонке на время. В том сезоне команда выиграла все командные зачёты, однако разница во времени между вторым номером в каждом зачете, Orica-AIS, с каждым разом становилась все меньше. В апреле на 4b этапе Energiewacht Tour Specialized-lululemon выиграла командный зачёт на дистанции 26,5 км, опередив Orica-AIS на 40 секунд. Ближе к чемпионату мира разница между Specialized-lululemon и Orica-AIS составила 29 секунд на гонке Кубка мира Open de Suède Vårgårda на дистанции 42,5 км (17 августа 2012 года), а за одиннадцать дней до чемпионата мира — всего 19 секунд на втором этапе женского тура BrainWash 2012 на дистанции 34 км. Разница между испытаниями на время в том году и на чемпионате мира заключалась в том, что чемпионат мира проходил по холмистой трассе, а все остальные — по равнинной.

## Гонка
Команда Specialized-lululemon была последней командой, спустившейся со стартовой рампы, и Ина-Йоко Тойтенберг, самая слабая горовосходительница команды, провела смену на переднем крае на первых ровных километрах, обеспечив команде более или менее равный отрыв от Orica-AIS. На первом контрольном отрезке после 11 км секстет Orica-AIS отставал от Specialized-lululemon менее чем на секунду. Specialized-lululemon начала выходить вперёд, и команда задала свирепый темп на подъёме Ланге-Раарберг, расположенном на дистанции чуть менее двух третей пути в гонке. На второй контрольной отметке Specialized-lululemon оторвалась от соперников на 13 секунд. Когда Orica-AIS сократилась до минимальной четверки в финале, они оставались в борьбе на последнем подъёме на холм Кауберг и преодолели контрольную точку на 1:35 быстрее, чем команда AA Drink-leontien.nl. Эвелин Стивенс из Specialized-lululemon вышла вперёд на подъёме на холм Кауберг с 20 секундами в запасе, и как только она преодолела вершину, Эмбер Небен, Трикси Воррак, Шарлотта Беккер и местная любимица, Эллен ван Дейк, сделали последний рывок к финишу и привезли первую победу в командной гонке на время среди женщин для Specialized-lululemon.

## Итоговая классификация
Источник:
| Rank | Team                        | Cyclists | Time        |
| ---- | --------------------------- | --- | ----------- |
| 1    | Team Specialized–lululemon  | Шарлотта Беккер (GER) Эллен ван Дейк (NED) Амбер Небен (USA) Эвелин Стивенс (USA) Ина-Йоко Тойтенберг (GER) Трикси Воррак (GER)                    | 46' 31.63"  |
| 2    | Orica-AIS                   | Юдит Арндт (GER) Шара Гиллоу (AUS) Лус Гюнневейк (NED) Мелисса Хоскинс (AUS) Алекс Родс (AUS) Линда Виллумсен (NZL)                                | + 24.19"    |
| 3    | AA Drink–leontien.nl        | Шанталь Блак (NED) Люсинда Бранд (NED) Джесси Дамс (BEL) Шэрон Лоус (GBR) Эмма Пули (GBR) Кирстен Вилд (NED)                                       | + 1' 59.32" |
| 4    | Rabobank Women Cycling Team | Татьяна Антошина (RUS) Талита де Йонг (NED) Полин Ферран-Прево (FRA) Ирис Слаппендел (NED) Аннемик ван Влёйтен (NED) Марианна Вос (NED)            | + 2' 20.40" |
| 5    | RusVelo                     | Наталья Боярская (RUS) Светлана Бубненкова (RUS) Роми Каспер (GER) Ханка Купфернагель (GER) Ирина Моличева (RUS) Ольга Забелинская (RUS)           | + 2' 30.58" |
| 6    | Be Pink                     | Алёна Омелюсик (BLR) Ноэми Кантеле (ITA) Симона Фраппорти (ITA) Элке Гебхардт (GER) Юлия Мартисова (RUS) Сильвия Валсеччи (ITA)                    | + 3' 14.80" |
| 7    | S.C. Michela Fanini Rox     | Александра Бурченкова (RUS) Вероника Леаль (MEX) Мартина Ружичкова (CZE) Асусена Санчес Бенито (ESP) Валентина Скандолара (ITA) Грете Трейер (EST) | + 4' 37.26" |
| 8    | Hitec Products-Mistral Home | Сесилье Готос Йонсен (NOR) Тоне Хаттеланд Лима (NOR) Элиза Лонго Боргини (ITA) Эмили Моберг (NOR) Лисе Нёстволл (NOR) Теа Торсен (NOR)             | + 4' 38.00" |
| 9    | Dolmans–Boels               | Мартине Брас (NED) Яннеке Энсинг (NED) Нина Кесслер (NED) Паулина Ройяккерс (NED) Винанда Спор (NED) Эмма Тротт (GBR)                              | + 5' 00.17" |
| 10   | Lotto–Belisol Ladies        | Робин де Грот (RSA) Софи де Вёйст (BEL) Анн-Софи Дёйк (BEL) Кат Ханнес (BEL) Людивин Хенрион (BEL) Ким Схонбарт (BEL)                              | + 5' 31.99" |
| 11   | Skil-Argos                  | Сюзанне де Гуде (NED) Келли Маркус (NED) Ами Питерс (NED) Эсра Тромп (NED) Монике ван де Ре (NED) Адри Виссер (NED)                                | + 5' 33.31" |
| 12   | Sengers Ladies Cycling Team | Кимберли Бёйл (BEL) Вера Кудодер (NED) Клаудия Костер (NED) Биргит Лаврейссен (NED) Инге Роггеман (BEL) Герике Схрёрс (NED)                        | + 5' 42.91" |

### Комментарии
1. ↑  Рейтинг женских команд UCI по состоянию на 15 августа 2012 года